# U18日本陸上競技選手権大会
U18 日本陸上競技選手権大会（アンダー・18 にほんりくじょうきょうぎせんしゅけんたいかい）毎年10月に開催される陸上競技大会である。旧名称は日本ユース陸上競技選手権大会（2016年第10回大会まで）。
以前は、日本ジュニア陸上競技選手権大会（現U20日本選手権）と同時開催され、大会全体の名称は日本ジュニア・ユース陸上競技選手権大会であった。

## 参加資格
2018年以降の参加資格は開催年12月31日現在満18歳未満であること、該当年度に日本陸上競技連盟登記・登録者で参加標準記録を突破していることが挙げられる。ただし外国籍を有する競技者は順位の対象とはならないオープン参加となる。
2007年の設立以来、いわゆる高校１・2年生の大会であったが、2017年に同年のインターハイでＵ18日本記録を樹立したチーム（恵庭北高校女子400mリレー。※高3の2名が共に早生まれ）が出場資格を満たさず不出場となった事態を受けて、翌2018年から複数大会の統一ルールとして出場資格が生年別に変更された。実質的な理由としては、相対年齢効果の観点から見たインターハイとの差別化がある。
| 年     | 出場資格                       | 備考 |
| ------ | ------------------------------ | ---- |
| 2017年 | 2000年4月2日～2002年4月1日生   |      |
| 2018年 | 2001年1月1日～2002年12月31日生 |      |